# Why Try to Change Me Now
Why Try to Change Me Now ist ein Popsong, den Cy Coleman und Joseph Allan McCarthy verfassten und 1952 veröffentlichten. Bekannt wurde der Song vor allem in der Erstaufnahme von Frank Sinatra.

## Entstehungsgeschichte
Der Song in Form einer Ballade wurde speziell für Sinatra geschrieben. Im Text wird ein Abschied von einem Partner beschrieben, den der Ich-Erzähler immer noch liebt, der diesem aber zu nahegekommen ist und dessen (im Song teilweise beschriebenen) Macken korrigieren wollte: „Warum versuchst Du mich jetzt zu verändern?“ Will Friedwald zufolge ist es ein bewegendes Stück einer Selbstanalyse.
Sinatra nahm Why Try to Change Me Now am 17. September 1952 im Columbia Studio an der Thirtieth Street in New York City auf; das Arrangement stammte von Percy Faith, der auch das Studioorchester leitete. Es war die letzte Aufnahme für Columbia Records, mit dem eine neunjährige Zusammenarbeit endete. Cy Coleman bemerkte, das Sinatra die Melodie des Eröffnungsintervalls ganz leicht veränderte. Da es so natürlich klang, wie der Sänger es interpretierte, änderte Coleman sogar die Melodie entsprechend ab.
Die Aufnahme erschien sowohl als 78er als auch als Single (Columbia 50028) als B-Seite von Birth of the Blues. Ende März 1959 nahm Sinatra den Song ein zweites Mal auf (gemeinsam mit Gordon Jenkins im Studio in Hollywood); diese Fassung erschien auf seinem Capitol-Album No One Cares. Diese Aufnahme, die möglicherweise Sinatras Trennung von Ava Gardner reflektiert, war langsamer als die ursprüngliche Version gehalten; jede Note und jede Silbe schien sorgfältig ausgearbeitet zu sein.

## Weitere Versionen
Why Try to Change Me Now wurde ab 1955 häufig gecovert, u. a. von Betty St. Claire, Eydie Gormé, Beverly Kenney/Ralph Burns, Little Jimmy Scott, Honi Gordon, Sammy Davis Jr. mit dem Count Basie Orchestra (Our Shining Hour, 1964), Nancy Wilson, ab den 1970er-Jahren auch von Helen Humes, Susannah McCorkle/Keith Ingham, Jackie Cain/Roy Kral und in den 2000er-Jahren noch von Fiona Apple. Marlene VerPlanck und Bob Dylan auf seinem Sinatra-Album Shadows in the Night (2015). Cy Coleman selbst spielte seine Komposition im Piano-Trio mit Aaron Bell und Ed Thigpen 1959 ein. Eine Reihe von Instrumentalversionen liegen auch von George Wein, Arnett Cobb, Frank Foster, Norman Simmons, Elvin Jones, Ken Peplowski und Russell Malone  vor.  Der Diskograf Tom Lord listet 53 Versionen des Songs.